# Centro Universitário Luterano de Ji-Paraná
Centro Universitário São Lucas de Ji-Paraná (Antiga CEULJI/ULBRA) é uma instituição privada de ensino superior que se localiza no município de Ji-Paraná, Rondônia.

## História
A origem da unidade da Ulbra de Ji-Paraná prende-se à ideia concebida há alguns anos pela Comunidade Evangélica Luterana São Paulo, por meio do projeto de Ji-Paraná, que começou a se tornar realidade no ano de 1984 com a doação de uma área de 52.250 m², pelo empresário Luís Bernardi destinada num primeiro momento à construção de uma escola que oferecesse o ensino fundamental e médio. Para a construção da escola, a Evangelische Zentralstelle, da Alemanha, aprovou a doação de 50% da verba necessária, e a Igreja Evangélica Luterana do Brasil (IELB), através da Fundação Luterana e a Comunidade Evangélica Luterana São Paulo de Canoas, completaram a verba necessária para a concretização do projeto.
A construção do prédio, totalizando dez blocos interligados por passarelas, teve início em julho de 1984, perfazendo mais de 6000 m² de área construída, dispondo de 20 salas de aula, cada uma com área de 68,91 m², salas para laboratórios equipados, auditório com capacidade para 450 pessoas, área coberta destinada à recreação (339,30 m²), dependências administrativas, além de sala de vídeo, área para a prática desportiva, recreação e Biblioteca.
Em julho de 1986, foi criada a associação Jiparanaense de Educação e Cultura (AJEC), fase embrionária que se tornou Instituto Luterano de Ensino Superior de Ji-Paraná (Iles/Ulbra) e hoje, Centro Universitário Luterano de Ji-Paraná (Ceulji/Ulbra). Autorizada pelo Ministério da Educação e Cultura (MEC), em 1989 as Faculdades Jiparanaenses iniciaram os cursos de Ciências Contábeis e Pedagogia. Em março de 1990, houve a transferência de mantenedora, da AJEC para a CELSP, e esses cursos passaram a integrar o elenco da Universidade Luterana do Brasil - ULBRA. Posteriormente, foram criados os cursos de Administração e Direito. Em função da portaria do Ministério da Educação e Cultura de Nº 83, de 29 de Janeiro de 1996, publicada no diário oficial da união de 30 de Janeiro de 1996, a unidade universitária teve o seu nome alterado para Instituto Luterano de Ensino Superior de Ji-Paraná - ILES.
Em 2 de fevereiro de 1996, através das portarias ministeriais Nº 104, 105, 106 e 107/96, foram reconhecidos os cursos de Pedagogia, Ciências Contábeis, Administração de Empresas e Direito, respectivamente. No ano de 1997 o Instituto Luterano de Ensino Superior de Ji-Paraná iniciou o ano letivo com um novo prédio (B), localizado na Avenida Universitária ao lado do prédio A. Em 1996 aumentou de quatro para seis os cursos de graduação oferecidos, visto que foi autorizado o funcionamento dos cursos de Informática e Agronomia. Oferece ainda cursos de pós-graduação "lato-sensu".
A partir daí o objetivo aumentou com o trabalho de transformação de Instituto para Centro Universitário. Com o resultado de muito trabalho no final do ano 2002 veio a boa notícia. A Ulbra de Ji-Paraná passou a ser Centro Universitário e passa a ser chamada de Ceulji/Ulbra. Mais cursos foram oferecidos como: Fisioterapia, Educação Física, Jornalismo, Publicidade e Propaganda, Serviço Social além dos Tecnólogos de Gestão em Redes, Gestão Financeira. Com tal autonomia surgiram os cursos de Biologia – Licenciatura e Bacharelado e Enfermagem.
Hoje o Ceulji/Ulbra vive mais um importante momento de sua evolução, com a construção de mais um bloco, nas mesmas dimensões do Bloco B e C. O novo Bloco D vai abrigar mais 30 laboratórios salas de aula e a nova biblioteca, que proporcionará mais conforto para os usuários.
Em 2005, foi iniciado o curso de Medicina Veterinária na Instituição. E um ano depois, no dia 6 de novembro, foi inaugurado o Hospital Veterinário, objetivando proporcionar a melhor forma de ensino aos acadêmicos, possibilitando a vivência prática das situações profissionais a serem enfrentadas no futuro.
No final do ano de 2008, mais três cursos foram implantados na Instituição, sendo eles: Arquitetura e Urbanismo, Biomedicina e Farmácia, que abriram turmas em 2009.

## Cursos de Graduação
- Administração
- Agronomia
- Arquitetura
- Biomedicina
- Biologia (Licenciatura)
- Biologia com Ênfase em Ecologia (Bacharelado)
- Ciências Contábeis
- Comunicação Social - Jornalismo
- Comunicação Social - Publicidade e Propaganda
- Direito
- Educação Física (Licenciatura)
- Enfermagem
- Farmácia
- Fisioterapia
- Medicina Veterinária
- Pedagogia
- Serviço Social
- Sistemas de Informação